# Sinolinyphia henanensis
Sinolinyphia henanensis is een spinnensoort in de taxonomische indeling van de hangmatspinnen (Linyphiidae).
Het dier behoort tot het geslacht Sinolinyphia. De wetenschappelijke naam van de soort werd voor het eerst geldig gepubliceerd in 1991 door Hu, Jia-Fu Wang & Jia-Fu Wang.